# Ollachea elongata
Ollachea elongata är en tvåvingeart som beskrevs av Townsend 1919. Ollachea elongata ingår i släktet Ollachea och familjen parasitflugor.
Artens utbredningsområde är Peru. Inga underarter finns listade i Catalogue of Life.